# Bercel
Bercel község Nógrád vármegyében, a Balassagyarmati járásban. A község önkormányzatához tartozik még Ordaspuszta, Jákotpuszta, Cservölgypuszta, valamint Csobánkapuszta is.

## Fekvése
A vármegye déli felében fekszik, a Cserhát középső részén, a 476 méter magas Berceli-hegy lábánál. A településhez legközelebb lévő város Balassagyarmat, 27 kilométerre; Vác 32 kilométerre, Budapest 60 kilométerre, Salgótarján pedig 80 kilométerre fekszik.
Csak közúton érhető el, Galgaguta vagy Vanyarc érintésével a 2129-es, Becske felől pedig a 2138-as úton. Utóbbiból az északi határszéle közelében ágazik ki a 21 157-es út, a szandai kőfejtő és Szanda vára irányába.

## Története
Bercel nevével az írott forrásokban először 1271-ben találkozunk egy a váci káptalan által kiállított okiratban. Az ősi Szolnok nemzetség birtoka a 12. század elején az idegen eredetű Kökényes-Radnót nemzetségé lett, amelynek nógrádi ága 14. század eleji kihaltával a Hevesből idekerült Aba nemzetségbeli Rédeiek kezére került. A 14. század első felében vehette fel a birtokosok egyike a településről előnevét, hiszen a nemzetség egyik sarja 1340-ben Berceli László néven szerepel.
1406 márciusában Berceli András, János és Miklós a váci káptalan közreműködésével osztozott meg az összesen 20 népes és lakatlan jobbágytelekből álló berceli birtokon. A birtok felosztása, illetve egy részbirtokért folytatott per eredményeképpen, amely 1410-ben Berczely Ugrin Miklós és Bercely István fia Miklós között zajlott le, válhatott szét a falu Alsó- és Felsőbercelre. Legalábbis 1441-ben "Alsó Berczely" és "Felső Berczely", másképpen "Nagy Berczely" néven fordult elő. A 15. század végén Szobi Mihály birtokában találjuk Felsőbercelt. A váci káptalan levéltárában lévő 1529-es összeírása szerint pedig már a váci püspökség javait gyarapította a volt Szobi-birtok, itt Nagybercel néven. Az 1542. évi rendkívüli hadisegély kivetési összeírás szerint Felsőbercel a váci püspökségnek adózott. A feltehetően Alsóbercellel azonos Kisbercel településrész az 1570-es években lakatlanná vált, és csak a 18. század végén népesült be. Szanda várának török kézre jutásával török hűbérjegyzékben Rusztem pasa, a budai villajet szandzsákbégjének birtokaként Nagy- és Kis-Berczel néven szerepel. Nógrád várának a tizenöt éves háború elején, 1594-ben történt visszafoglalása után ismét a vármegye hatósága alá tartozott. Az 1598. évi adóösszeírás szerint a váci püspök volt a földesura, majd ismét török hódoltsági terület.
Az 1633-1634. évi török összeírás szerint a váci nahije (kerület) községei között találjuk, 3 adóköteles házzal. 1651-ben Egry István és Márton adományul kapta Kis-Bercelt. A váci püspök 1675. évi jelentése lakott templomos falunak írta le, amely a római katolikus vallást követte. Az 1697. évi és a későbbi egyházlátogatási jegyzőkönyvek templomát rossz állapotban találták és pusztulásáról szólnak. Új templomát, népe és Migazzi bíborospüspök adományaiból, 1767-ben szentelték fel. Bercel 1699-ben egyike volt a jobbágyság fegyveres önvédelmi szervezete, a közbiztonság fenntartására alakult parasztvármegye 34 hadnagyságának.
A 18. század elején a településen ismét fellendült a szőlőtermelés. 1720-ra Bercel is bekerült a vezető bortermelő falvak közé, Szőllős, Ecseg, Buják, Kosd és Verőce mellé. 1730-ban a még mindig pusztaként szereplő Alsó vagy Kisbercel beolvadt az egykori Nagybercelbe. Az 1740-es évekig a Berczely és Egry családok voltak Bercel földesurai, és a váci káptalannak is volt itt birtoka. A 19. század első felében pedig a Baloghy család szerzett itt birtokot. Az 1784-87. évi első magyarországi népszámlálás idején Bercel lakossága 1100 főt tett ki. A lakosság 237 családban oszlott meg és 165 házat birtokolt. 1828-ban már 1463-an lakták. A helységben ekkor már 4 iparos is folytatta mesterségét (csizmadia, mészáros, szabó, üveges), 2 berceli lakos pedig kiskereskedésből élt. A földművelők leginkább árpát, rozst és zabot termesztettek. A szőlőtermelés a nép fő megélhetési forrását biztosította az 1880-as években pusztító filoxéra járványig. A berceli szőlők hírnevét báró Marschall Gyula öregbítette, aki 1880 és 1884 között pezsgőgyártással kísérletezett Bercelen és pezsgőjét "Carte Blanche" néven hozta forgalomba.
1910-re Bercel lakossága meghaladta a 2000 főt. 1991-ben 2270-en lakták.

### Nevének eredete
- A Bercel helynév egy a 6. – 7. században élt Kaukázus-vidéki török nép nevéből, a berszilből eredeztethető.
- A törzsnévből képzett elnevezése egy katonáskodó középréteg betelepedésére enged következtetni.

## Közélete

### Polgármesterei
- 1990–1994: Nándori Ferenc (független)[3]
- 1994–1998: Jánvári Andrásné Juhász Magdolna (független)[4]
- 1998–2002: Jánvári Andrásné Juhász Magdolna (független)[5]
- 2002–2006: Jánvári Andrásné (független)[6]
- 2006–2010: Jánvári Andrásné (független)[7]
- 2010–2014: Jánvári Andrásné (független)[8]
- 2014–2019: Jánvári Andrásné (Fidesz-KDNP)[9]
- 2019–2024: Batta Tibor (független)[10]
- 2024– : Batta Tibor (Fidesz-KDNP)[1]

## Népesség
A település népességének változása:
| Lakosok száma | 2218 | 2114 | 2057 | 2072 | 2088 | 2044 | 1883 | 1758 | 1747 | 1746 |
|               | 1980 | 1990 | 2001 | 2011 | 2013 | 2015 | 2021 | 2022 | 2023 | 2024 |

2001-ben a település lakosságának 94%-a magyar nemzetiségűnek, 6%-a cigány etnikumúnak vallotta magát.
A 2011-es népszámlálás során a lakosok 90,3%-a magyarnak, 6,3% cigánynak, 0,2% németnek, 0,4% szlováknak mondta magát (9,7% nem nyilatkozott; a kettős identitások miatt a végösszeg nagyobb lehet 100%-nál). A vallási megoszlás a következő volt: római katolikus 65,8%, református 1,7%, evangélikus 4%, felekezeten kívüli 3,5% (23,7% nem nyilatkozott).
2022-ben a lakosság 93,9%-a vallotta magát magyarnak, 1,1% cigánynak, 0,4% szlováknak, 0,2% németnek, 0,1-0,1% románnak, örménynek, görögnek, ukránnak és horvátnak, 2,1% egyéb, nem hazai nemzetiségűnek (6% nem nyilatkozott; a kettős identitások miatt a végösszeg nagyobb lehet 100%-nál). Vallásuk szerint 54,2% volt római katolikus, 4,4% evangélikus, 1,8% református, 0,2% görög katolikus, 0,2% izraelita, 0,7% egyéb keresztény, 0,8% egyéb katolikus, 7,7% felekezeten kívüli (30% nem válaszolt).

## Nevezetességei

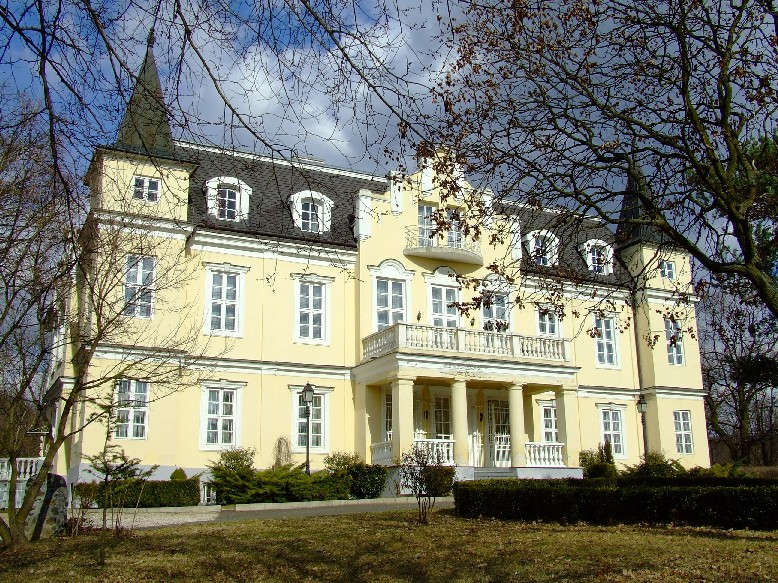
A Bercel kastély

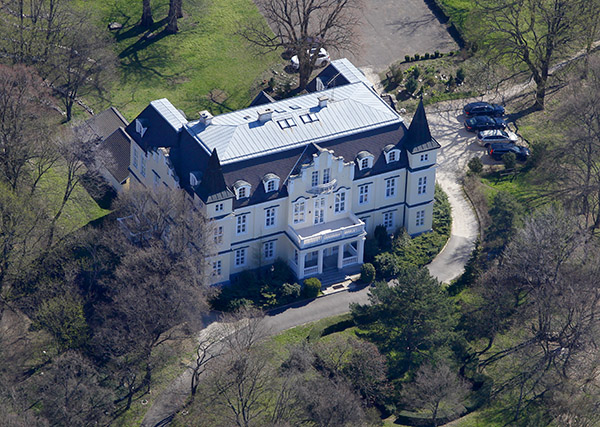
A Bercel kastély légifelvételen

- Bene–Teichmann-kastély (Jelenleg: Bene–Bodor-kastély)
- Bercel kastély
- Berczelly-kastély (jelenleg szociális foglalkoztató intézet)
- Erdei iskola (Ordaspuszta)
- Szent Péter és Pál római katolikus plébániatemplom
- Korsóvivő kültéri szobor
- Mindszenty József-szobor
- S.U.N. Fesztivál Csobánkapusztán

## Ismert emberek
- A község temetőjében nyugszik Kállay Béni, díszsírhelyen.

## Sportélete

### Labdarúgás
A Bercel Községi Sport Kör (rövidítve: Bercel KSK) hosszú időn keresztül a Nógrád megye I. osztályban szereplő labdarúgócsapat volt.
Elődje a szervezett formában csak 1961-től versenyző  Vörös Csillag Sportegyesület volt, amelynek a helyi TSZ volt a fő támogatója, és a járási (megyei III. osztály) Kilián csoportban kapott besorolást. 1966-ban a csapat a megyei B osztály (megyei II. osztály) Nyugati csoportjában játszott. 1972-ben az MNK sorozatban megyei döntőig jutva 2:0-s vereséget szenvedett Bárnától.
A berceli labdarúgók 1986-ban érték el legnagyobb sikerüket, amikor bekerültek a Nógrád megyei I. osztályba, majd 1995-ben második helyen végeztek a Hasznos csapata mögött, elérve ezzel legnagyobb sikerüket.
2001-ben újra a megyei II. osztály Nyugati csoportjába estek vissza, ahol 2008-ban második helyet értek el, majd 2009-ben újra megnyerték a megyei II. osztály küzdelmeit. A megyei I. osztályban töltött négy szezont követően 2013-ban újra kiestek a II. osztályba. Azóta  is a Nógrád megyei II. osztály Nyugati csoportjában szerepelnek.

## Templomai

### Római katolikus
Bercel temploma a Szent Péter és Pál Plébániatemplom.
A templom stílusa barokk, szószékkel és szentélyráccsal, 1767-ben szentelték fel.
A szentmisék rendje: péntek 17:00, szombat 17:00, vasárnap 8:30.